# Werfer-Länderkampf der Frauen 1985 Finnland – BR Deutschland / BR Deutschland – Kanada
| 6./7. Leichtathletik-Länderkampf mit bundesdeutscher Beteiligung 1985 | 6./7. Leichtathletik-Länderkampf mit bundesdeutscher Beteiligung 1985 |
| --------------------------------------------------------------------- | --------------------------------------------------------------------- |
|                                                                       |                                                                       |
| Werfervergleich der Frauen: Finnland – BR Deutschland – Kanada        |                                                                       |
| Austragungsort                                                        | Pori                                                                  |
| Wettbewerbe                                                           | 3                                                                     |
| Datum                                                                 | 24. Mai                                                               |
| 1. FRG 2. FIN                                                         | 40 Punkte 26 Punkte                                                   |
| 1. FRG 2. CAN                                                         | 46 Punkte 19 Punkte                                                   |
| Chronik                                                               |                                                                       |
| ← FIN-FRG/FRG-CAN 00Werfer (M)                                        | FRG-SUI Geher (M) →                                                   |

Die Vergleiche sechs und sieben des Länderkampfjahres 1985 wurden in einer Veranstaltung ausgetragen, in der die bundesdeutschen Werferinnen gegen zwei Gegner gleichzeitig in getrennter Wertung antraten. Die gegnerischen Mannschaften kamen aus Finnland, und Kanada. Das Event wurde parallel zum Werfervergleich der Männer am 24. Mai ebenfalls im südfinnischen Pori ausgetragen. Im Vorjahr war die Bundesrepublik in einem Dreiländerkampf unter Beteiligung von Bulgarien zum ersten Mal auf Finnland getroffen. Die bundesdeutschen Vertreterinnen hatten hinter Bulgarien und vor Finnland den zweiten Platz belegt. Wie bei den Männern hatte es mit Kanada zuvor kein Aufeinandertreffen in einem Werfer-Länderkampf gegeben.

## Modus
In beiden Länderkämpfen starteten drei Teilnehmerinnen je Wettbewerb und Land, die alle gewertet wurden. Die Wertung war gleichlautend in beiden Vergleichen und gestaltete sich folgendermaßen: Platz: 1: 7 Punkte / Pl. 2: 5 P / Pl. 3: 4 P / Pl. 4: 3 P / ….

## Ergebnis
In allen drei Wettbewerben stellte das bundesdeutsche Team in beiden Länderkämpfen die Einzelsiegerinnen. In zwei Disziplinen gab es sowohl gegen Kanada als auch gegen Finnland Doppelerfolge für die Bundesrepublik. Die finnischen Werferinnen konnten allerdings die Wertung des Speerwurfs für sich entscheiden, die beiden anderen Disziplinwertungen gingen an die bundesdeutschen Leichtathletinnen. Gegen Kanada entschied die Bundesrepublik alle drei Wettbewerbe für sich. So waren die bundesdeutschen Frauen wie ihre männlichen Kollegen in Pori in beiden Vergleichen erfolgreich, gegen Finnland mit vierzig zu 26 Punkten und gegen Kanada mit 47 zu neunzehn Punkten.

## Resultate

### Kugelstoßen
| Platz | Athletin             | Land | Weite (m) |
| ----- | -------------------- | ---- | --------- |
| 1     | Mechthild Schönleber | FRG  | 17,49     |
| 2     | Stephanie Storp      | FRG  | 17,32     |
| 3     | Asta Hovi            | FIN  | 16,85     |
| 4     | Birgit Petsch        | FRG  | 16,72     |
| 5     | Melody Torcolacci    | CAN  | 15,19     |
| 6     | Satu Sulkio          | FIN  | 14,79     |
| 7     | Sari Heino           | FIN  | 13,85     |
| 8     | Gale Zaphiropoulos   | CAN  | 13,40     |
| 9     | Carmen lonescu       | CAN  | 12,81     |

### Diskuswurf
| Platz | Athletin           | Land | Weite (m) |
| ----- | ------------------ | ---- | --------- |
| 1     | Doris Gutewort     | FRG  | 62,16     |
| 2     | Dagmar Galler      | FRG  | 61,18     |
| 3     | Carmen lonescu     | CAN  | 54,60     |
| 4     | Marja-Leena Larpi  | FIN  | 53,36     |
| 5     | Birgit Petsch      | FRG  | 52,58     |
| 6     | Anne Känsäkangas   | FIN  | 51,48     |
| 7     | Gale Zaphiropoulos | CAN  | 50,86     |
| 8     | Melody Torcolacci  | CAN  | 50,64     |
| 9     | Riitta Salo        | FIN  | 49,90     |

### Speerwurf
| Platz | Athletin         | Land | Weite (m) |
| ----- | ---------------- | ---- | --------- |
| 1     | Beate Peters     | FRG  | 64,40     |
| 2     | Helena Uusitalo  | FIN  | 60,06     |
| 3     | Päivi Alafrantti | FIN  | 58,28     |
| 4     | Helena Laine     | FIN  | 57,80     |
| 5     | Manuela Alizadeh | FRG  | 57,48     |
| 6     | Brigitte Graune  | FRG  | 53,30     |
| 7     | Céline Chartrand | CAN  | 53,10     |
| 8     | Laurie Schultz   | CAN  | 50,10     |
| 9     | Lorri Kokkola    | CAN  | 49,28     |